# 金爵奖
“金爵奖”国际影片评选是上海国际电影节的主要竞赛环节，始于1993年，至今已举办25届，其中2022年取消举办。2017年第20届金爵奖共有来自全球106个国家和地区的2528部电影报名参加。2020年的上海国际电影节不设有该环节。
金爵奖最初只针对故事片设立最佳影片、最佳导演、最佳男演员、最佳女演员和评委会特别奖，此后逐渐增设最佳编剧、最佳摄影、艺术贡献奖等奖项，并增加纪录片、动画片、短片等多个竞赛单元。
由来自全球不同国家和地区的电影专家组成的多个评选委员会，分别对不同竞赛单元的影片进行评选，并在颁奖典礼上公布最终结果。

## 历届评委会及获奖影片

### 第1届（1993年）

#### 评委会
| 主席 | 谢晋              | 谢晋        | 谢晋        |
| 评委 | 赫克托·巴本科     | 大岛渚      | 保罗·考克斯 |
| 评委 | 卡伦·沙赫纳扎洛夫 | 奥立佛·斯通 | 徐克        |

#### 获奖名单
| 金爵奖最佳影片   | 《无言的山丘》              |
| 金爵奖最佳导演   | 林权泽，《悲歌一曲》        |
| 金爵奖最佳女演员 | 吴贞孩，《悲歌一曲》        |
| 金爵奖最佳男演员 | 简·德克莱尔，《达恩斯教士》 |
| 评委会特别奖     | 《笼民》                    |

### 第2届（1995年）

#### 评委会
| 主席 | 孙道临    | 孙道临            | 孙道临                  |
| 评委 | 李行      | 杰奎琳·安德列     | 曼弗雷德·杜尼约克       |
| 评委 | 让·贝克尔 | 克日什托夫·扎努西 | 斯坦尼斯拉夫·罗斯托茨基 |

#### 获奖名单
| 金爵奖最佳影片   | 《打破沉默》                      |
| 金爵奖最佳导演   | 埃里克·克劳森，《我童年的交响乐》 |
| 金爵奖最佳女演员 | 郭柯宇，《红樱桃》                |
| 金爵奖最佳男演员 | 让-皮埃尔·马瑞勒，《自由列车》    |
| 评委会特别奖     | 《火屋》 《美国女儿》             |

### 第3届（1997年）

#### 评委会
| 主席 | 石方禹          | 石方禹   | 石方禹        |
| 评委 | 林权泽          | 松坂庆子 | 马克·莱德尔   |
| 评委 | 埃列姆·克利莫夫 | 吴思远   | 沙宝·伊斯特凡 |

#### 获奖名单
| 金爵奖最佳影片   | 《丛林人》                               |
| 金爵奖最佳导演   | 菲尔·阿格兰德（Phil Agland），《丛林人》 |
| 金爵奖最佳女演员 | 潘予，《安居》                           |
| 金爵奖最佳男演员 | 米歇尔·比高利，《旅伴》                  |
| 评委会特别奖     | 《安居》 《门德尔》（Mendel）            |

### 第4届（1999年）

#### 评委会
| 主席 | 吴贻弓      | 吴贻弓      | 吴贻弓                  |
| 评委 | 保罗·维其尔 | 卡罗尔·布盖 | 斯坦尼斯拉夫·罗斯托茨基 |
| 评委 | 降旗康男    | 朴光洙      | 郑洞天                  |

#### 获奖名单
| 金爵奖最佳影片   | 《小镇里的国界线》                   |
| 银爵奖最佳影片   | 《幕后的演员》                       |
| 金爵奖最佳导演   | 山田洋次，《新的旅程》               |
| 金爵奖最佳女演员 | 艾丽娅，《一代天骄成吉思汗》         |
| 金爵奖最佳男演员 | 阿曼德·赞基，《笑一笑，你会更动人》  |
| 金爵奖最佳音乐   | 《野女》（Beastie Girl）             |
| 金爵奖最佳技术   | 《仲夏夜之梦》                       |
| 评委会特别奖     | 《悬情疯人院》（The Lunatics' Ball） |

### 第5届（2001年）

#### 评委会
| 主席 | 朱永德                | 朱永德            | 朱永德 |
| 评委 | 埃贝哈特·容克斯多尔夫 | 安德烈·祖拉夫斯基 | 李沧东 |
| 评委 | 艾伦·帕克             | 格列普·潘非洛夫   | 潘虹   |

#### 获奖名单
| 金爵奖最佳影片   | 《反托拉斯行动》                                         |
| 金爵奖最佳导演   | 彼得·豪威特，《反托拉斯行动》                            |
| 金爵奖最佳女演员 | 彭玉，《月圆今宵》 斯坦尼拉娃·塞林斯卡，《富则思变》     |
| 金爵奖最佳男演员 | 丹尼尔·奥特乌尔，《下岗风波》                            |
| 金爵奖最佳音乐   | 克兰德·萨马德（Claude Samard），《凤囚狂沙》（Bo Ba Bu） |

### 第6届（2002年）

#### 评委会
| 主席 | 李前宽          | 李前宽          | 李前宽            | 李前宽 |
| 评委 | 弗朗索瓦·基拉德 | 许秦豪          | 谢尔盖·索洛维约夫 | 韩三平 |
| 评委 | 杰弗里·吉尔摩   | 索尔芬纳·奥马松 | 雅采克·博朗姆斯基 | 黄蜀芹 |

#### 获奖名单
| 金爵奖最佳影片   | 《生活秀》                                 |
| 评委会特别奖     | 《豆蔻年华》                               |
| 金爵奖最佳导演   | 大卫·凯撒，《鲻鱼》                        |
| 金爵奖最佳女演员 | 陶红，《生活秀》                           |
| 金爵奖最佳男演员 | 科林·法瑞尔，《哈特的战争》                |
| 金爵奖最佳编剧   | 朱京中（주경중，Joo Kyung-jung），《童僧》 |
| 金爵奖最佳摄影   | 孙明，《生活秀》                           |
| 金爵奖最佳音乐   | 小林武史，《豆蔻年华》                     |

### 第7届（2004年）

#### 评委会
| 主席 | 丁荫楠    | 丁荫楠   | 丁荫楠                       |
| 评委 | 朴哲洙    | 黑木和雄 | 奥利维耶·阿萨亚斯            |
| 评委 | 大卫·凯撒 | 文隽     | 罗恩·汉德森（Ron Henderson） |

#### 获奖名单
| 金爵奖最佳影片   | 《代价》（Tradition Of Lover Killing）                                                                     |
| 评委会大奖       | 《茉莉花开》                                                                                               |
| 金爵奖最佳导演   | 李在容，《丑闻》                                                                                           |
| 金爵奖最佳女演员 | 顾美华，《美丽上海》                                                                                       |
| 金爵奖最佳男演员 | 安德鲁斯·威尔逊，《校园规则》                                                                              |
| 金爵奖最佳编剧   | 埃萨·伊利，《兄弟》                                                                                        |
| 金爵奖最佳摄影   | 玛丽塔·赫尔福斯（Marita Hällfors）/佩卡·乌奥蒂拉（Pekka Uotila），《兄弟》 彼得·莫克罗辛斯基，《校园规则》 |
| 金爵奖最佳音乐   | 李炳雨，《丑闻》                                                                                           |

### 第8届（2005年）

#### 评委会
| 主席 | 吴天明      | 吴天明          | 吴天明        |
| 评委 | 蒋雯丽      | 姜帝圭          | 卢燕          |
| 评委 | 马克·罗斯曼 | 伊马诺尔·乌里维 | 雷吉斯·瓦格涅 |

#### 获奖名单
| 金爵奖最佳影片   | 《乡村写真馆》                    |
| 评委会大奖       | 《求求你，表扬我》                |
| 金爵奖最佳导演   | 拉姆尔·哈默里克，《年轻的安徒生》 |
| 金爵奖最佳女演员 | 赵薇，《情人结》                  |
| 金爵奖最佳男演员 | 藤竜也，《乡村写真馆》            |
| 金爵奖最佳编剧   | 黄欣/一凡，《求求你，表扬我》     |
| 金爵奖最佳摄影   | 斯图亚特·瑞伯，《我父亲的小屋》   |
| 金爵奖最佳音乐   | 邓右福， 《变迁的年代》           |

### 第9届（2006年）

#### 评委会
| 主席 | 吕克·贝松       | 吕克·贝松       | 吕克·贝松       | 吕克·贝松   | 吕克·贝松   | 吕克·贝松   | 副主席      | 冯小刚        | 冯小刚                   | 冯小刚                   | 冯小刚                   | 冯小刚                   |
| 评委 | 徐静蕾          | 徐静蕾          | 徐静蕾          | 徐静蕾      | 郭暻泽      | 郭暻泽      | 郭暻泽      | 郭暻泽        | 曼努埃尔·居蒂耶雷·阿拉贡 | 曼努埃尔·居蒂耶雷·阿拉贡 | 曼努埃尔·居蒂耶雷·阿拉贡 | 曼努埃尔·居蒂耶雷·阿拉贡 |
| 评委 | 加布里·萨尔瓦托 | 加布里·萨尔瓦托 | 加布里·萨尔瓦托 | 邓肯·肯沃西 | 邓肯·肯沃西 | 邓肯·肯沃西 | 邓肯·肯沃西 | 戴安娜·布拉荞 | 戴安娜·布拉荞            | 关锦鹏                   | 关锦鹏                   | 关锦鹏                   |

#### 获奖名单
| 金爵奖最佳影片   | 《四分钟》                    |
| 评委会大奖       | 《天狗》                      |
| 金爵奖最佳导演   | 法比安娜·戈代，《心力交瘁》   |
| 金爵奖最佳女演员 | 艾尔丝·多德曼斯，《爱无专属》 |
| 金爵奖最佳男演员 | 奥力维耶·古尔梅，《心力交瘁》 |
| 金爵奖最佳编剧   | 雨果·凡·莱尔，《爱无专属》    |
| 金爵奖最佳摄影   | 法比奥·希安切蒂，《土地》     |
| 金爵奖最佳音乐   | 卡尔·詹金斯，《河道女王》     |

### 第10届（2007年）

#### 评委会
| 主席 | 陈凯歌          | 陈凯歌          | 陈凯歌          | 陈凯歌          | 陈凯歌          | 陈凯歌          | 副主席                 | 费尔南多·特鲁巴        | 费尔南多·特鲁巴        | 费尔南多·特鲁巴        | 费尔南多·特鲁巴        | 费尔南多·特鲁巴        |
| 评委 | 吕克·雅盖       | 吕克·雅盖       | 吕克·雅盖       | 吕克·雅盖       | 陆川            | 陆川            | 陆川                   | 陆川                   | 小栗康平               | 小栗康平               | 小栗康平               | 小栗康平               |
| 评委 | 迈克尔·巴尔豪斯 | 迈克尔·巴尔豪斯 | 迈克尔·巴尔豪斯 | 迈克尔·巴尔豪斯 | 迈克尔·巴尔豪斯 | 迈克尔·巴尔豪斯 | 玛莉亚·嘉西亚·古欣娜塔 | 玛莉亚·嘉西亚·古欣娜塔 | 玛莉亚·嘉西亚·古欣娜塔 | 玛莉亚·嘉西亚·古欣娜塔 | 玛莉亚·嘉西亚·古欣娜塔 | 玛莉亚·嘉西亚·古欣娜塔 |

#### 获奖名单
| 金爵奖最佳影片   | 《完美计划》                                                                             |
| 评委会大奖       | 《逃往疯人院》                                                                           |
| 金爵奖最佳导演   | 田壮壮，《吴清源》                                                                       |
| 金爵奖最佳女演员 | 考瑞娜·哈佛赫/达格玛·曼泽尔/艾尔丝·多德曼斯/克莉斯汀·施恩（Kirsten Block），《完美计划》 |
| 金爵奖最佳男演员 | 胡安·何塞·巴列斯塔，《疯狂的萨穆埃尔》                                                   |
| 金爵奖最佳编剧   | 谢米·扎林，《艾维瓦，我的爱》                                                            |
| 金爵奖最佳摄影   | 王昱，《吴清源》                                                                         |
| 金爵奖最佳音乐   | 富田勋，《武士的一分》                                                                   |
| 特别奖           | 《云水谣》                                                                               |

### 第11届（2008年）

#### 评委会
| 主席 | 王家卫        | 王家卫        | 王家卫                               |
| 评委 | 吉拉·阿尔玛戈 | 比利·奥古斯特 | 乌里希·费尔斯伯格（Ulrich Felsberg） |
| 评委 | 桃井薰        | 陈冲          | 霍建起                               |

#### 获奖名单
| 金爵奖最佳影片   | 《陌生的亲情》（Муха）                                   |
| 评委会大奖       | 《千钧一发》                                         |
| 金爵奖最佳导演   | 马里斯·马丁松斯，《迷失》                            |
| 金爵奖最佳女演员 | 艾米丽娅·瓦萨约娃，《空虚》                          |
| 金爵奖最佳男演员 | 马国伟，《千钧一发》                                 |
| 金爵奖最佳编剧   | 马瑞克·艾普斯坦，《空虚》                            |
| 金爵奖最佳摄影   | 弗洛里安·希林（Florian Schilling），《我母亲的眼泪》 |
| 金爵奖最佳音乐   | 安德留斯·马蒙托瓦斯，《迷失》                        |

### 第12届（2009年）

#### 评委会
| 主席 | 丹尼·博伊尔 | 丹尼·博伊尔     | 丹尼·博伊尔                   |
| 评委 | 黄建新      | 萨维耶·柯勒     | 栗原小卷                      |
| 评委 | 刘伟强      | 安迪·麦克道威尔 | 吴正完（오정완，Oh Jung-wan） |

#### 获奖名单
| 金爵奖最佳影片   | 《原创人生》                                                                  |
| 评委会大奖       | 《寻找智美更登》                                                              |
| 金爵奖最佳导演   | 朱莉斯·舍夫契克，《杀手写真》                                                 |
| 金爵奖最佳女演员 | 西蒙娜·唐，《爱之伤痕》                                                       |
| 金爵奖最佳男演员 | 斯维利·固德纳松， 《原创人生》                                                |
| 金爵奖最佳编剧   | 法比奥·波尼法奇/吉乌里奥·曼弗雷多尼，《是的，我们行！》                       |
| 金爵奖最佳摄影   | 尼古拉斯·古切特乌（Nicolas Guicheteau）/汉斯·梅尔（Hans Meier），《无福之地》 |
| 金爵奖最佳音乐   | 卢烱羽（노형우， Roh Hyoung-woo），《电影就是电影》                           |
| 评审团奖         | 《白银帝国》                                                                  |

### 第13届（2010年）

#### 评委会
| 主席 | 吴宇森        | 吴宇森      | 吴宇森        |
| 评委 | 列奥·卡拉克斯 | 阿莫斯·吉泰 | 比尔·古登泰格 |
| 评委 | 泷田洋二郎    | 王小帅      | 赵薇          |

#### 获奖名单
| 金爵奖最佳影片   | 《再吻我一次》                   |
| 评委会大奖       | 《碧罗雪山》                     |
| 金爵奖最佳导演   | 刘杰，《碧罗雪山》               |
| 金爵奖最佳女演员 | 维多利亚·普契妮，《再吻我一次》  |
| 金爵奖最佳男演员 | 克里斯汀·乌尔蒙， 《小镇异国情》 |
| 金爵奖最佳编剧   | 加布里尔·穆奇诺，《再吻我一次》  |
| 金爵奖最佳摄影   | 杜可风，《水中仙》               |
| 金爵奖最佳音乐   | 林强，《碧罗雪山》               |

### 第14届（2011年）

#### 评委会
| 主席 | 巴瑞·莱文森       | 巴瑞·莱文森 | 巴瑞·莱文森 |
| 评委 | 克里斯托弗·汉普顿 | 崔洋一      | 陈英雄      |
| 评委 | 帕兹·维嘉         | 王全安      | 张静初      |

#### 获奖名单
| 金爵奖最佳影片   | 《伤不起的女人》                                              |
| 评委会大奖       | 《HELLO！树先生》                                             |
| 金爵奖最佳导演   | 韩杰，《HELLO！树先生》                                       |
| 金爵奖最佳女演员 | 吕星辰，《郎在对门唱山歌》                                    |
| 金爵奖最佳男演员 | 赛武凯特·埃穆拉（Şevket Emrulla），《伤不起的女人》           |
| 金爵奖最佳编剧   | 章明，《郎在对门唱山歌》                                      |
| 金爵奖最佳摄影   | 提瓦·马泰松（ทิวา เมยไธสง，Tiwa Moeithaisong），《星期五杀手》 |
| 金爵奖最佳音乐   | 文子，《郎在对门唱山歌》                                      |

### 第15届（2012年）

#### 评委会
| 主席 | 让-雅克·阿诺  | 让-雅克·阿诺    | 让-雅克·阿诺  |
| 评委 | 洛珊·班尼蒂玛 | 张家振 (制片人) | 海瑟·格拉汉姆 |
| 评委 | 李冰冰        | 乔治·巴勒菲     | 张杨          |

#### 获奖名单
| 金爵奖最佳影片   | 《熊》                                      |
| 评委会大奖       | 《从未放弃的爱》                            |
| 金爵奖最佳导演   | 高群书，《神探亨特张》                      |
| 金爵奖最佳女演员 | 乌苏拉·普鲁内达，《悲伤成梦》               |
| 金爵奖最佳男演员 | 弗拉德斯·巴格多纳斯，《指挥家》             |
| 金爵奖最佳编剧   | 内田贤治，《盗钥匙的方法》                  |
| 金爵奖最佳摄影   | 石栾，《萧红》                              |
| 金爵奖最佳音乐   | 阿夫沙洛姆·卡斯皮（Avshalom Caspi），《蛹》 |

### 第16届（2013年）

#### 评委会
| 主席 | 汤姆·霍伯   | 汤姆·霍伯     | 汤姆·霍伯     |
| 评委 | 米歇尔·西蒙 | 克里斯·克劳斯 | 克斯罗·马素米 |
| 评委 | 伊利·曼佐   | 宁浩          | 余男          |

#### 获奖名单
| 金爵奖最佳影片         | 《警界黑幕》                                                                        |
| 评委会大奖             | 《信赖》                                                                            |
| 金爵奖最佳导演         | 尤里·贝科夫，《警界黑幕》                                                           |
| 金爵奖最佳女演员       | 李馨巧，《激战》                                                                    |
| 金爵奖最佳男演员       | 张家辉，《激战》                                                                    |
| 金爵奖最佳编剧         | 安格斯·麦克拉克伦，《信赖》                                                         |
| 金爵奖最佳摄影         | 瓦臣·夏尔马（Vachan Sharma）/ 保罗·布洛姆格伦·多万（Paul Blomgren DoVan），《信赖》 |
| 艺术成就奖（原创音乐） | 尤里·贝科夫，《警界黑幕》                                                           |

### 第17届（2014年）

#### 评委会
| 主席 | 巩俐        | 巩俐      | 巩俐      |
| 评委 | 林常树      | 岩井俊二  | 刘杰      |
| 评委 | 佩曼·莫阿迪 | 莎莉·波特 | 罗勒·莎菲 |

#### 获奖名单
| 金爵奖最佳影片     | 《小英格兰》                                                         |
| 评委会大奖         | 《胜利》                                                             |
| 金爵奖最佳导演     | 潘多利·佛加瑞，《小英格兰》                                          |
| 金爵奖最佳女演员   | 佩内洛普·忒西丽卡（Πηνελόπη Τσιλίκα，Pinelopi Tsilika），《小英格兰》                |
| 金爵奖最佳男演员   | 维他亚·潘斯林加姆，《最后的执刑人》（เพชฌฆาต，The Last Executioner） |
| 金爵奖最佳编剧     | 西里·贾里/ 沃尔克·施隆多夫， 《外交秘闻》                            |
| 金爵奖最佳摄影     | 罗攀，《五彩神箭》                                                   |
| 艺术贡献奖（音乐） | 格雷格·亚历山大，《重新开始》                                        |

### 第18届（2015年）

#### 评委会
| 主竞赛单元 | 主席 | 安德烈·萨金塞夫 | 安德烈·萨金塞夫 | 安德烈·萨金塞夫 | 安德烈·萨金塞夫 | 安德烈·萨金塞夫 | 安德烈·萨金塞夫 |
| 主竞赛单元 | 评委 | 蔡尚君          | 蔡尚君          | 郝蕾            | 郝蕾            | 金希才          | 金希才          |
| 主竞赛单元 | 评委 | 费利普·弥勒     | 费利普·弥勒     | 施南生          | 施南生          | 罗恩·耶克萨     | 罗恩·耶克萨     |
| 纪录片单元 | 主席 | 马尔卡姆·克拉克 | 马尔卡姆·克拉克 | 马尔卡姆·克拉克 | 马尔卡姆·克拉克 | 马尔卡姆·克拉克 | 马尔卡姆·克拉克 |
| 纪录片单元 | 评委 | 金东元          | 金东元          | 金东元          | 孙曾田          | 孙曾田          | 孙曾田          |
| 动画片单元 | 主席 | 伊舒·帕特尔     | 伊舒·帕特尔     | 伊舒·帕特尔     | 伊舒·帕特尔     | 伊舒·帕特尔     | 伊舒·帕特尔     |
| 动画片单元 | 评委 | 常光希          | 常光希          | 常光希          | 米歇尔·菲斯勒   | 米歇尔·菲斯勒   | 米歇尔·菲斯勒   |

#### 获奖名单
| 金爵奖最佳影片   | 《守夜》                                 |
| 评委会大奖       | 《女友的秘密》                           |
| 金爵奖最佳导演   | 曹保平，《烈日灼心》                     |
| 金爵奖最佳女演员 | 克里斯塔·科索寧， 《助产士》             |
| 金爵奖最佳男演员 | 邓超/段奕宏/郭涛，《烈日灼心》           |
| 金爵奖最佳编剧   | 帕特里克·托宾（Patrick Tobin），《蛋糕》 |
| 金爵奖最佳摄影   | 弗拉季斯拉夫·奥别里洋茨，《中暑》        |
| 艺术贡献奖       | 《无赖汉》                               |
| 金爵奖最佳纪录片 | 《我的诗篇》                             |
| 金爵奖最佳动画片 | 《海洋之歌》                             |

### 第19届（2016年）

#### 评委会
| 主竞赛单元 | 主席 | 艾米尔·库斯图里察              | 艾米尔·库斯图里察              | 艾米尔·库斯图里察              | 艾米尔·库斯图里察   | 艾米尔·库斯图里察 | 艾米尔·库斯图里察 |
| 主竞赛单元 | 评委 | 阿托姆·伊戈扬                  | 阿托姆·伊戈扬                  | 林嘉欣                         | 林嘉欣              | 丹尼埃尔·卢凯蒂   | 丹尼埃尔·卢凯蒂   |
| 主竞赛单元 | 评委 | 万玛才旦                       | 万玛才旦                       | 阿伯德拉马纳·希萨柯            | 阿伯德拉马纳·希萨柯 | 严歌苓            | 严歌苓            |
| 纪录片单元 | 主席 | 原一男                         | 原一男                         | 原一男                         | 原一男              | 原一男            | 原一男            |
| 纪录片单元 | 评委 | 洛伦兹·柯纳尔（Lorenz Knauer） | 洛伦兹·柯纳尔（Lorenz Knauer） | 洛伦兹·柯纳尔（Lorenz Knauer） | 张侨勇              | 张侨勇            | 张侨勇            |
| 动画片单元 | 主席 | 乔治·史威兹贝尔                | 乔治·史威兹贝尔                | 乔治·史威兹贝尔                | 乔治·史威兹贝尔     | 乔治·史威兹贝尔   | 乔治·史威兹贝尔   |
| 动画片单元 | 评委 | 丁亮                           | 丁亮                           | 丁亮                           | 静野孔文            | 静野孔文          | 静野孔文          |

#### 获奖名单
| 金爵奖最佳影片   | 《德兰》                                                    |
| 评委会大奖       | 《德州见》（Generazione Y）                                 |
| 金爵奖最佳导演   | 安蒂·约基宁，《恶之花》                                     |
| 金爵奖最佳女演员 | 藤山直美，《团地》                                          |
| 金爵奖最佳男演员 | 刘烨，《追凶者也》                                          |
| 金爵奖最佳编剧   | 安德瑞拉斯·格鲁伯， 《汉娜睡狗》（Hannas schlafende Hunde） |
| 金爵奖最佳摄影   | 郭达明，《皮绳上的魂》                                      |
| 艺术贡献奖       | 《雾》（Hamog）                                             |
| 金爵奖最佳纪录片 | 《当两个世界碰撞时》(When Two Worlds Collide）              |
| 金爵奖最佳动画片 | 《小怪物茉莉》（Molly Monster）                             |

### 第20届（2017年）

#### 评委会
| 主竞赛单元 | 主席 | 克里斯蒂安·蒙久   | 克里斯蒂安·蒙久   | 克里斯蒂安·蒙久                              | 克里斯蒂安·蒙久                              | 克里斯蒂安·蒙久   | 克里斯蒂安·蒙久   |
| 主竞赛单元 | 评委 | 曹保平            | 曹保平            | 米尔科·曼彻夫斯基                            | 米尔科·曼彻夫斯基                            | 李樯              | 李樯              |
| 主竞赛单元 | 评委 | 萨布              | 萨布              | 加里·迈克尔·沃尔特斯（Gary Michael Walters） | 加里·迈克尔·沃尔特斯（Gary Michael Walters） | 许晴              | 许晴              |
| 纪录片单元 | 主席 | 伊卡·韦赫卡拉赫蒂 | 伊卡·韦赫卡拉赫蒂 | 伊卡·韦赫卡拉赫蒂                            | 伊卡·韦赫卡拉赫蒂                            | 伊卡·韦赫卡拉赫蒂 | 伊卡·韦赫卡拉赫蒂 |
| 纪录片单元 | 评委 | 想田和弘          | 想田和弘          | 想田和弘                                     | 杜海滨                                       | 杜海滨            | 杜海滨            |
| 动画片单元 | 主席 | 托尼·班克罗夫特   | 托尼·班克罗夫特   | 托尼·班克罗夫特                              | 托尼·班克罗夫特                              | 托尼·班克罗夫特   | 托尼·班克罗夫特   |
| 动画片单元 | 评委 | 小林準治          | 小林準治          | 小林準治                                     | 袁梅                                         | 袁梅              | 袁梅              |

#### 获奖名单
| 金爵奖最佳影片   | 《三轮浮生》                                     |
| 评委会大奖       | 《筹款风波》                                     |
| 金爵奖最佳导演   | 马赛·皮耶普莱兹卡，《我是杀人犯》                |
| 金爵奖最佳女演员 | 萨蕾·巴亚特，《筹款风波》                        |
| 金爵奖最佳男演员 | 黄渤，《冰之下》                                 |
| 金爵奖最佳编剧   | 伊万·布洛茨尼科夫（Ива́н Боло́тников）， 《哈尔姆斯》             |
| 金爵奖最佳摄影   | 山陀尔·贝尔克什， 《哈尔姆斯》                   |
| 艺术贡献奖       | 《故障状况》（A Treia Șansă）                    |
| 金爵奖最佳纪录片 | 《当保罗穿越大海》(When Paul Came Over the Sea） |
| 金爵奖最佳动画片 | 《至爱梵高》                                     |

### 第21届（2018年）

#### 评委会
| 主竞赛单元   | 主席 | 姜文             | 姜文             | 姜文             | 姜文             | 姜文              | 姜文              |
| 主竞赛单元   | 评委 | 张震             | 张震             | 伊尔蒂科·茵叶蒂  | 伊尔蒂科·茵叶蒂  | 赛米·卡普拉诺格鲁 | 赛米·卡普拉诺格鲁 |
| 主竞赛单元   | 评委 | 大卫·佩穆特      | 大卫·佩穆特      | 秦海璐           | 秦海璐           |                   |                   |
| 纪录片单元   | 主席 | 皮尔约·洪卡萨洛  | 皮尔约·洪卡萨洛  | 皮尔约·洪卡萨洛  | 皮尔约·洪卡萨洛  | 皮尔约·洪卡萨洛   | 皮尔约·洪卡萨洛   |
| 纪录片单元   | 评委 | 约阿夫·沙米尔    | 约阿夫·沙米尔    | 约阿夫·沙米尔    | 吴文光           | 吴文光            | 吴文光            |
| 动画片单元   | 主席 | 雅克-雷米·杰瑞德 | 雅克-雷米·杰瑞德 | 雅克-雷米·杰瑞德 | 雅克-雷米·杰瑞德 | 雅克-雷米·杰瑞德  | 雅克-雷米·杰瑞德  |
| 动画片单元   | 评委 | 片渊须直         | 片渊须直         | 片渊须直         | 孙立军           | 孙立军            | 孙立军            |
| 国际短片单元 | 主席 | 宁浩             | 宁浩             | 宁浩             | 宁浩             | 宁浩              | 宁浩              |
| 国际短片单元 | 评委 | 片渊须直         | 片渊须直         | 孙立军           | 孙立军           | 吴觉人            | 吴觉人            |

#### 获奖名单
| 金爵奖最佳影片     | 《再别天堂》                                   |
| 评委会大奖         | 《阿拉姜色》                                   |
| 金爵奖最佳导演     | 罗德里戈·巴里索／塞巴斯蒂安·巴里索，《翻译家》 |
| 金爵奖最佳女演员   | 伊莎贝拉·布莱斯，《塔杜萨克女孩》              |
| 金爵奖最佳男演员   | 泰伊·谢里丹，《星期五的孩子》                  |
| 金爵奖最佳编剧     | 扎西达娃、松太加，《阿拉姜色》                 |
| 金爵奖最佳摄影     | 杰夫·比尔曼，《星期五的孩子》                  |
| 艺术贡献奖         | 《食肉动物》                                   |
| 金爵奖最佳纪录片   | 《漫长的季节》                                 |
| 金爵奖最佳动画片   | 《朝花夕誓——于离别之朝束起约定之花》           |
| 金爵奖最佳真人短片 | 《载羊》                                       |
| 金爵奖最佳动画短片 | 《鸣叫，鸣叫》                                 |

### 第22届（2019年）

#### 评委会
| 主竞赛单元 | 主席 | 努里·比格·锡兰      | 努里·比格·锡兰      | 努里·比格·锡兰      | 努里·比格·锡兰      | 努里·比格·锡兰      | 努里·比格·锡兰      |
| 主竞赛单元 | 评委 | 尼古拉斯·塞利斯     | 尼古拉斯·塞利斯     | 小阿列克谢·日耳曼   | 小阿列克谢·日耳曼   | 王景春              | 王景春              |
| 主竞赛单元 | 评委 | 保罗·杰诺维塞       | 保罗·杰诺维塞       | 拉吉库马尔·希拉尼   | 拉吉库马尔·希拉尼   | 赵涛                | 赵涛                |
| 纪录片单元 | 主席 | 维克多•科萨科夫斯基 | 维克多•科萨科夫斯基 | 维克多•科萨科夫斯基 | 维克多•科萨科夫斯基 | 维克多•科萨科夫斯基 | 维克多•科萨科夫斯基 |
| 纪录片单元 | 评委 | 伊莎贝尔•费南德兹   | 伊莎贝尔•费南德兹   | 伊莎贝尔•费南德兹   | 林旭东              | 林旭东              | 林旭东              |
| 动画片单元 | 主席 | 汤姆·摩尔           | 汤姆·摩尔           | 汤姆·摩尔           | 汤姆·摩尔           | 汤姆·摩尔           | 汤姆·摩尔           |
| 动画片单元 | 评委 | 米格莫·索德诺皮     | 米格莫·索德诺皮     | 米格莫·索德诺皮     | 高薇华              | 高薇华              | 高薇华              |
| 短片单元   | 主席 | 劳尔·加西亚         | 劳尔·加西亚         | 劳尔·加西亚         | 劳尔·加西亚         | 劳尔·加西亚         | 劳尔·加西亚         |
| 短片单元   | 评委 | 松太加              | 松太加              | 松太加              | 莱昂内尔·维埃拉     | 莱昂内尔·维埃拉     | 莱昂内尔·维埃拉     |

#### 获奖名单
| 金爵奖最佳影片     | 《梦之城堡》                                       |
| 评委会大奖         | 《呼吸之间》                                       |
| 金爵奖最佳导演     | 雷萨·米尔卡里米，《梦之城堡》                      |
| 金爵奖最佳女演员   | 莎乐美·戴缪莉亚                                    |
| 金爵奖最佳男演员   | 常枫，《拂乡心》/ 哈迈德·萨贝里·贝达德《梦之城堡》 |
| 金爵奖最佳编剧     | 亚历山大·龙金、帕维尔·龙金，《兄弟会》             |
| 金爵奖最佳摄影     | 杰克·波洛克，《春潮》                              |
| 艺术贡献奖         | 《木生日光下》（印度）                             |
| 金爵奖最佳纪录片   | 《时间之桥》                                       |
| 金爵奖最佳动画片   | 《若能与你共乘海浪之上》                           |
| 金爵奖最佳真人短片 | 《无处安放》                                       |
| 金爵奖最佳动画短片 | 《恐怖摩天轮》                                     |

### 第23届（2020年）
本届不设金爵奖奖项

### 第24届（2021年）
| 獎項                 | 獲獎名單                                   |
| 第二十四届（2021年） |                                            |
| 最佳影片             | 《东北虎》 中国                            |
| 评委会大奖           | 《野蛮人入侵》 马来西亚                    |
| 最佳纪录片           | 《西西弗斯》 墨西哥                        |
| 最佳动画片           | 《老鼠也能上天堂》 捷克/ 法國/ 波蘭        |
| 最佳真人短片         | 《生命之歌》 中国                          |
| 最佳动画短片         | 《轻度的疯狂，持久的疯狂》 法國            |
| 最佳导演             | 阿伯法周·贾利里（《反身曲径》 伊朗         |
| 最佳男演员           | 普彦·谢卡里（《反身曲径》， 伊朗）         |
| 最佳女演员           | 玛泽娜·加耶夫斯卡（《业余爱好者》， 波蘭） |
| 最佳编剧             | 《良心》 俄羅斯                            |
| 最佳摄影             | 《良心》 俄羅斯                            |
| 艺术贡献奖           | 《良心》 俄羅斯                            |

### 第25届（2023年）
| 獎項                 | 獲獎名單                                         |
| 第二十五届（2023年） |                                                  |
| 最佳影片             | 《658公里、阳子的旅途》658km、陽子の旅 日本      |
| 评委会大奖           | 《遗迹的声音》 西班牙                            |
| 最佳纪录片           | 《焦虑贝鲁特》 约旦                              |
| 最佳动画片           | 《土狼的四个灵魂》 匈牙利                        |
| 最佳真人短片         | 《故园》 俄羅斯                                  |
| 最佳动画短片         | 《追寻那只鸟》 冰島                              |
| 最佳导演             | 刘伽茵《不虚此行》 中国                          |
| 最佳男演员           | 胡歌《不虚此行》 中国、大鹏《第八个嫌疑人》 中国 |
| 最佳女演员           | 菊地凛子《658公里，阳子的旅途》 日本             |
| 最佳编剧             | 室井孝介、浪子想《658公里、阳子的旅途》 日本     |
| 最佳摄影             | 《遗迹的声音》 西班牙                            |
| 艺术贡献奖           | 《寻她》 中国                                    |

### 第26届（2024年）
| 獎項                 | 獲獎名單                                 |
| 第二十六届（2024年） |                                          |
| 最佳影片             | 《离婚》哈萨克斯坦                       |
| 评委会大奖           | 《成年人》 阿根廷                        |
| 最佳纪录片           | 《胡阿姨的花园》中國                     |
| 最佳动画片           | 《你的颜色》日本                         |
| 最佳导演             | 巴库·巴库拉德泽《院中雪》俄羅斯/格魯吉亞 |
| 最佳男演员           | 黄晓明《阳光俱乐部》中國                 |
| 最佳女演员           | 奥玛洛娃·阿米拉《离婚》哈萨克斯坦        |
| 最佳编剧             | 《刺猬》中國                             |
| 最佳摄影             | 《一个男人和一个女人》                   |
| 艺术贡献奖           | 《拾荒人》伊朗                           |

### 第27届（2025年）
| 獎項                 | 獲獎名單                                    |
| 第二十七届（2025年） |                                             |
| 最佳影片             | 《黑，红，黄》吉尔吉斯斯坦                  |
| 评委会大奖           | 《夏日沙上》 日本、《长夜将尽》中國         |
| 最佳纪录片           | 《与康斯坦莎共雕时光》西班牙                |
| 最佳动画片           | 《灵雀密语》法国、瑞士、比利时              |
| 最佳导演             | 曹保平《脱缰者也》中國                      |
| 最佳男演员           | 若泽·马丁斯《被记住事物的气味》葡萄牙、巴西 |
| 最佳女演员           | 万茜《长夜将尽》中國                        |
| 最佳编剧             | 《失衡的梦想》的两位编剧波蘭                |
| 最佳摄影             | 《德瓦克先生，你相信天使吗》 德國、瑞士     |
| 艺术贡献奖           | 《比如父子》中國、法國                      |

## 注解
1. ↑  技术类奖项，表彰电影在音乐、服装设计、剪辑、化妆等方面的价值。
2. ↑  因故缺席。